# Petsofás
Petsofás (en griego, Πετσοφάς) es un monte de unos 215 m y un yacimiento arqueológico de Grecia ubicado en la isla de Creta, en la unidad periférica de Lasithi, en el municipio de Sitía y cerca de Palekastro, donde también hay otro importante yacimiento arqueológico. 
En este yacimiento arqueológico se han encontrado restos de un santuario minoico de montaña que estuvo en uso entre los periodos minoico medio I y minoico tardío I. Se componía de un vestíbulo y de una sala principal o cella rectangular en la que había bancos corridos. Los hallazgos incluyen numerosos objetos rituales de cerámica, figurillas de terracota, tanto masculinas como femeninas y de animales (incluidos escarabeos), recipientes, cuentas y espadas de cobre. Se cree que era el lugar de culto de los residentes en el asentamiento minoico de Palekastro.